# Campo Santo (empresa)
Campo Santo Productions LLC é uma desenvolvedora de jogos eletrônicos estadunidense sediada em Bellevue, Washington. Fundada em setembro de 2013 por Sean Vanaman, Jake Rodkin, Nels Anderson e Olly Moss, o estúdio é mais conhecido por seu jogo de estreia lançado em 2016, Firewatch.  Em abril de 2018, a empresa foi adquirida pela Valve.